# Robertas Žulpa
Robertas Žulpa (* 20. März 1960 in Vilnius; † 30. August 2024 ebenda) war ein sowjetischer Schwimmer litauischer Herkunft.

## Sportliche Laufbahn
Bei den Olympischen Spielen 1980 in Moskau wurde er Olympiasieger über 200 m Brust. 1981 wurde er auch Europameister über diese Strecke. Zwei Jahre später konnte er dies über 100 m Brust nochmals wiederholen. 1979, 1981 und 1983 war er sowjetischer Meister (200 m).
Im Jahr 1988 emigrierte er nach Italien und arbeitete dort als Schwimmtrainer für Jugendliche, bevor er Dolmetscher wurde.